# Hwang Hye-young
Hwang Hye-young (in hangŭl: 황혜영; 16 luglio 1966) è un'ex giocatrice di badminton sudcoreana.

## Palmarès

### Olimpiadi
- 1 medaglia:
  - 1 oro (Barcellona 1992 nel doppio)